# Henning Eiler Petersen
Henning Eiler (Ejler) Petersen (Tersløse, 1877 - Frederiksberg, 1946) fue un biólogo marino, botánico, micólogo, algólogo, y explorador danés.
Realizó grandes contribuciones para desvelar la misteriosa muerte regresiva de hierba anguila en aguas del norte de Europa a principios del siglo XX como un brote epidémico del patógeno.
Sus investigaciones principales, estuvieron en lo que entonces se conocía como hongos inferiores - Chytridiomycota y Oomicetos, y también estudió la sistemática de algas rojas. Paralelamente a esas líneas de investigación, investigó la variación morfológica intraespecífica en especies de plantas - que hoy se llamaría genética cuantitativa.

## Algunas publicaciones
- 1903. Notes sur les Phycomycètes observés dans les téguments vides des nymphes de Phryganées avec description de trios espèces nouvelles de Chytridinées. J. de Botanique 17 (6-7): 214-222.
- 1905. Contributions à la connaissance des Phycomycètes marins (Chrytridinæ Fischer). Oversigt over det Kongelige Danske Videnskabernes Selskabs Forhandlinger 1905 (5): 439-488
- 1908. Danske Arter af Slægten Ceramium (Roth) Lyngbye [con sumario en francés]. Kongelige Danske Videnskabernes Selskabs Skrifter - Naturvidenskabelig og Mathematisk Afdeling, 7.Rk. v. 5 (2).
- 1908. The structure and biology of Arctic flowering plants Ed. E. Warming. 1. Ericinæ (Ericaceae, Pirolaceae). 2. The biological anatomy of them leaves and stems. Meddelelser om Grønland 36: 73-138.
- 1908. The structure and biology of Arctic flowering plants. Ed. E. Warming. 2. Diapensiaceae. Diapensia lapponica. Meddelelser om Grønland 36: 139-154.
- 1910. An account of Danish freshwater Phycomycetes, with biological and systematical remarks. Ann. Mycologici 8: 494-560.
- 1915. Indledende Studier over Polymorfien hos Anthriscus silvestris (L.) Hoffm. Dansk Botanisk Arkiv 1: 1-150.
- 1924. Studier over Polymorphien hos Vaccinium uliginosum. Botanisk Tidsskrift 38 (3).
- 1921. Nogle Studier over Pimpinella saxifraga L. Botanisk Tidsskrift 37: 222-240.
- 1922. Études ultérieures sur la polymorphie de l'Anthriscus silvester (L.) Hoffm. Dansk Botanisk Arkiv 4: 1-28.
- 1926. Über die Variation der Potentilla erecta (L.) Dalla Torre. Botanisk Tidsskrift 39: 368-374.
- con Ostenfeld, C.H. 1930. On a new Plasmodiophoracea found in Canada. Zeitschrift für Botanik 23: 13-18.
- 1933. Wasting disease in eel grass (Zostera marina). Nature 134: 143-144.
- 1935. Preliminary report on the disease of eel-grass (Zostera marina L.) Report from the Danish Biological Station 40: 3-8.

## Reconocimientos
- 1891: miembro de la Academia de Ciencias de Copenhague

## Eponimia
Género de Oomycete
- (Leptomitales) Petersenia